# Robert Kelly (Marvel)
Senator Robert Kelly is een personage uit het Marvel Comics universum. Hij doet vooral mee in de Marvel strips over de X-Men, en de hieraan gerelateerde titels. Kelly is een prominente Amerikaanse senator die zijn carrière begon als mutantenhater, en daarmee als vijand van de X-Men. Robert Kelly werd bedacht door Chris Claremont en John Byrne in Uncanny X-Men #135 (juli 1980).

## Biografie
Senator Robert Kelly werd voor het eerst gezien op een sociale bijeenkomst georganiseerd door de Hellfire Club. Hij was toen de primaire ondersteuner van een registratiewet voor mutanten en Project: Wideawake, een door de overheid opgezet programma om met Sentinels mutanten op te jagen.
Kelly speelde een belangrijke rol in de Days of Future Past verhaallijn die plaatsvond in Uncanny X-Men #141-142 (januari-februari 1981). Deze verhaallijn draaide geheel om een poging van de X-Men om Mystique en de Brotherhood of Mutants ervan te weerhouden Kelly te vermoordden, wat een alternatieve toekomst tot gevolg had.
Toen hij verscheen in Uncanny X-Men #246 (juiy 1989) was hij inmiddels verloofd met Sharon, een voormalige dienaar van de Hellfire Club. Ze werd in het erop volgende deel gedood door Master Mold. Dit vergrootte Kelly’s haat tegen mutanten alleen maar meer.
Kelly bleef een actieve anti-mutanten activist gedurende de jaren 90, maar werd steeds toleranter. Toen zijn leven werd gered door de mutant Pyro paste Kelly zijn mening over mutanten aan. Kort hierna werd hij echter gedood door een militante anti-mutanten activist die vond dat Kelly hen verraden had.

## In andere media

### X-Men films
Kelly had een prominente rol in de eerste X-Men film. In deze film werd hij gespeeld door Bruce Davison. Net als in de strips is de filmversie van Kelly een mutantenhater. Hij wordt ontvoerd door Magneto die hem als proefkonijn gebruikt voor zijn machine die mensen in mutanten kan veranderen. Kelly ontsnapt met zijn nieuwe mutantenkrachten en belandt bij de X-Men. Hier sterft hij aan de gevolgen van de onnatuurlijke mutatie. Omdat niemand anders hiervan op de hoogte is, neemt Mystique zijn plaats in aan het eind van de film. Ze blijft hem imiteren gedurende de film X2.

### Animatieseries
- In de X-Men animatieserie die liep van 1992 t/m 1998 verscheen Kelly als presidentskandidaat gedurende het eerste seizoen. In de finale werd hij daadwerkelijk president. Hij sloot tevens vrede met de X-Men omdat ze hem hadden gered van een aanslag gepleegd door Mystique. Dit maakte echter dat Kelly’s eerdere volgelingen zich verraden voelden omdat Kelly ooit ook een mutantenhater was. Dit leidde tot anti-mutanten acties die het hele tweede seizoen aanhielden. In het derde en vijfde seizoen van de serie had Kelly een kleinere rol. Zijn stem werd gedaan door Len Carlson.

- In de animatieserie X-Men: Evolution was Kelly (hier met als volledige naam Edward Kelly) het hoofd van Bayville High, de school waar verschillende X-Men op zaten. Deze versie van Kelly was eveneens een mutantenhater. In de finale van de serie stelde hij zich kandidaat als burgemeester.

### Videospellen
- Senator Kelly verschijnt als een NPC personage in het spel Marvel: Ultimate Alliance. In dit spel is een optionele missie beschikbaar waarin de speler Kelly moet redden van Arcade. Indien de speler hierin slaagt zal Kelly sponsor worden van een school voor jonge mutanten zodat ze kunnen leren hun krachten goed te gebruiken. Wordt hij niet gered, dan zal hij in de toekomst jonge mutanten in strenge trainingskampen laten opleiden om hun krachten nooit te gebruiken.
- Kelly wordt even kort genoemd in X-Men Legends II: Rise of Apocalypse.

## Trivia
- In de strips is Kelly senator van de staat New York. In de films wordt hij beschreven als de senator van Kansas, waarschijnlijk als ironische verwijzing naar het feit dat in die staat de evolutietheorie niet wordt geleerd op scholen.
- De naam Robert Kelly werd door Chris Claremont uitgekozen als eerbetoon aan zijn oude leraar Robert Kelly (1935-).